# 葉月めぐ
葉月 めぐ（はづき めぐ、1995年8月14日 - ）は奈良県出身のグラビアアイドルである。ポセイドンエンタテインメントに所属。

## 人物
- 特技は、打楽器全般・ピアノ・太鼓の達人。
- 趣味は、ゲーム・カラオケ・動画鑑賞。
- 好きなスポーツは、空手。
- 2007年りぼんガールファイナリスト。

## DVD
- Sprinkler（2006年8月24日、マーレーインターナショナル）
- White angel vol.09（2006年10月24日、アートハウス・ゴン）
- 葉月めぐ 11歳 ピュアぐらびあ・あーと（2007年2月23日、渋谷ミュージック）
- 葉月めぐ 11歳 かわいいあーと・ぽっぷ（2007年2月23日、渋谷ミュージック）
- 葉月めぐ Another Sugar（2007年5月4日、渋谷ミュージック）
- 葉月めぐ 11歳 小6 純朴っこ（2007年8月10日、渋谷ミュージック）
- すきっぷじゅにあ きのう〜きょうあした（2007年12月28日、渋谷ミュージック）
- ピース学院 中等部物語 学校編　第1巻、第2巻（2009年5月1日、サンクチュアリ） - 他の出演者：愛田かんな、望月ゆな、桃瀬なつみ、小林りんか、三浦璃那、三花愛良、星るな、小林かれん、高岡未來
- 葉月めぐ 13歳 中1 はづきはこんなに大きくなりました（2009年5月1日、サンクチュアリ）
- 葉月めぐ 14歳 中2 もっとはづきは大きくなりました！（2009年9月11日、サンクチュアリ）
- 葉月めぐ 14歳 中2 めぐちゃんの診療室。（2009年12月25日）
- ドキドキ・バレンタイン大作戦 〜恋する女子8人〜（2010年2月5日、サンクチュアリ） - 他の出演者：三花愛良、高岡未來、桃瀬なつみ、櫻井あや、芹沢南、大谷彩夏、長谷川にか
- 葉月めぐ 14歳 中2 まいっちんぐ!めぐ先生（2010年3月19日、サンクチュアリ）
- 葉月めぐ 14歳 中2 めぐちゃんの中学生ニコニコ日記（2010年6月11日、サンクチュアリ）
- 葉月めぐ ダイナマイトシリーズ（2010年9月3日、サンクチュアリ）
- 葉月めぐ 14歳 中3 めぐロケット（2010年12月3日、サンクチュアリ）
- 葉月めぐ 15歳 中3 卒業作品ぜんぶスクール水着SP（2011年3月18日、サンクチュアリ）
- 葉月めぐ 15歳 中3 卒業作品ぜんぶ競泳水着SP（2011年3月18日、サンクチュアリ）